# Subrata Pal
Subrata Pal (ur. 24 grudnia 1986 w Kalkucie) – indyjski piłkarz, grający na pozycji bramkarza w klubie Pune FC.

## Kariera klubowa
Subrata Pal rozpoczął swoją zawodową karierę w 2004 roku. Właśnie wtedy został zawodnikiem występującego w National Football League klubu Mohun Bagan AC. Z Mohun Bagan zdobył Puchar Federecji w 2006. Po trzech latach przeszedł do East Bengal FC. Z East Bengal zdobył kolejny Puchar Federecji w 2007. W 2007 został uznany najlepszym indyjskim bramkarzem. Od 2 czerwca 2009 jest zawodnikiem występującego w I-League klubu Pune FC. Dotychczas w rozgrywkach pierwszoligowych Pal rozegrał 69 spotkań i strzelił 1 bramkę.

## Kariera reprezentacyjna
W reprezentacji Indii Pal zadebiutował w 2007 roku. W tym samym roku uczestniczył w eliminacjach Mistrzostw Świata 2010. Indie okazały się gorsze w dwumeczu od reprezentacji Libanu. Pal wystąpił w obu meczach. W 2008 Pal wygrał z reprezentacją AFC Challenge Cup, co oznaczało wywalczenie awansu do Pucharu Azji, po 27-letniej przerwie. Pal znalazł się w kadrze na ten turniej. Dotychczas rozegrał w reprezentacji 30 spotkań.
W roku 2016 został laureatem nagrody Arjuna Award.